# Аеродром Сплит
Међународни аеродром Сплит (IATA: SPU, ICAO: LDSP) (хрв. Međunarodna Zračna Luka Split) је други по значају међународни аеродром у Хрватској. Аеродром се налази у Каштелама, 25 km западно од град Сплит, у средишњој Далмацији.
На Аеродрому Сплит смештене су базе „Кроација ерлајнса”.
Аеродром је 2018. године забележио преко 3,1 милион путника, махом током летње туристичке сезоне.

## Авио-компаније и дестинације
| Airlines              | Destinations |
| --------------------- | --- |
| Aegean Airlines       | Seasonal: Athens |
| Aer Lingus            | Seasonal: DublinШаблон:Better |
| Air Baltic            | Seasonal: Riga, Tallinn |
| Air France            | Seasonal: Paris–Charles de GaulleШаблон:Better |
| Air Serbia            | Seasonal: Belgrade |
| Austrian Airlines     | Seasonal: Vienna |
| British Airways       | Seasonal: London–City, London–Heathrow, London–Stansted (begins 17 May 2025) |
| Brussels Airlines     | Seasonal: Brussels |
| Condor                | Seasonal: Düsseldorf, Frankfurt |
| Croatia Airlines      | Copenhagen, Frankfurt, London–Heathrow, Munich, Rome–Fiumicino, Zagreb, Zürich Seasonal: Amsterdam, Athens, Berlin, Bucharest–Otopeni, Dublin, Dubrovnik, Düsseldorf, Istanbul, London–Gatwick, Lyon, Milan–Malpensa, Osijek, Oslo, Paris–Charles de Gaulle, Prague, Skopje, Stockholm–Arlanda, Vienna |
| Discover Airlines     | Seasonal: Frankfurt |
| EasyJet               | Seasonal: Amsterdam, Basel/Mulhouse, Berlin, Bristol, Geneva, Glasgow, Liverpool (begins 9 June 2025), London–Gatwick, London–Luton, Lyon, Manchester, Milan–Linate (begins 23 June 2025), Naples, Paris–Charles de Gaulle, Paris–Orly, Porto (begins 23 June 2025)                                    |
| Edelweiss Air         | Zürich |
| Eurowings             | Cologne/Bonn, Düsseldorf, Hamburg, Stuttgart Seasonal: Berlin, Dortmund |
| Finnair               | Seasonal: Helsinki |
| Iberia                | Seasonal: Madrid |
| Jet2.com              | Seasonal: Birmingham, East Midlands (begins 3 May 2026), Edinburgh, Leeds/Bradford, London–Stansted, Manchester |
| KLM                   | Amsterdam |
| LOT Polish Airlines   | Seasonal: Warsaw–Chopin |
| Lufthansa             | Seasonal: Munich |
| Norwegian Air Shuttle | Seasonal: Bergen, Copenhagen, Helsinki, Oslo, Riga (begins 19 June 2025), Stavanger, Stockholm–Arlanda, Trondheim |
| Play                  | Seasonal: Reykjavík–Keflavík |
| Ryanair               | Seasonal: Dublin, Rome–Fiumicino, Vienna |
| Scandinavian Airlines | Seasonal: Bergen, Copenhagen, Gothenburg, Oslo, Stavanger, Stockholm–Arlanda, Trondheim |
| Smartwings            | Seasonal: Innsbruck, Prague |
| Trade Air             | Dubrovnik, Pula, Rijeka, Zadar |
| Transavia             | Seasonal: Amsterdam, Paris–Orly, Rotterdam/The Hague |
| TUI Airways           | Seasonal: London–Gatwick, Manchester |
| TUI fly Belgium       | Brussels |
| Volotea               | Seasonal: Athens, Bari, Bordeaux, Lille, Lyon, Marseille, Nantes, Naples, Strasbourg, Toulouse |
| Vueling               | Seasonal: Barcelona, Rome–Fiumicino |
| Wizz Air              | Seasonal: Gdańsk, Katowice, Kraków, London–Luton, Lublin, Vilnius, Warsaw–Chopin, Wrocław |